# František z Assisi

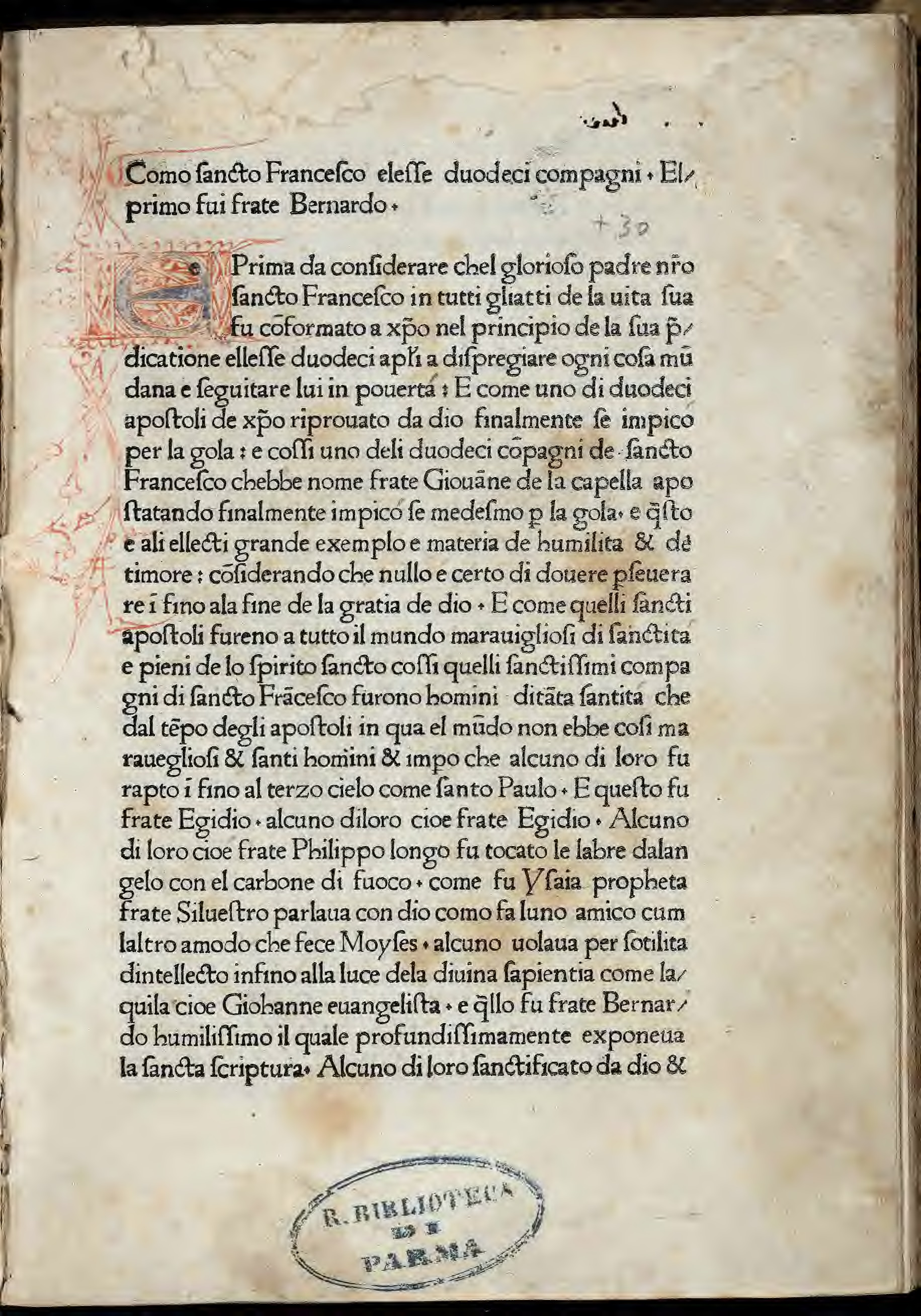
Fioretti

Svatý František z Assisi (vlastním jménem Giovanni Battista Bernardone), zvaný též sv. František Serafinský (c. 5. července 1182 Assisi – 3. října 1226 Assisi) byl řeholník, zakladatel žebravého řádu františkánů a mystik. Je známý vedením jednoduchého a přísně asketického života a jako první, u koho se objevila stigmata (Kristovy rány). Bazilika nad jeho hrobem v Assisi a nedaleká kaple Porciunkule patří k nejvýznamnějším křesťanským poutním místům.

## Život
Svatý František se narodil v Assisi, asi 25 km východně od Perugie, dnešního hlavního města stejnojmenné provincie v oblasti Umbria. Františkův otec, Pietro Bernardone, byl bohatý obchodník s látkami. Matka Jana Picaová pocházela z Francie, patrně z Provence. Při křtu dostal jméno Giovanni (Jan). Protože od matky uměl francouzsky, dali mu kamarádi přezdívku malý Francouzek (Francesco). Toto jméno později použil jako své jméno v řádu.
Za téměř tisíc let od jeho narození nakupili životopisci pro Františkovu slávu bezpočet historek, které jsou z větší části pouhé legendy. Např. není pravda, že se narodil ve stáji. V mládí se František nijak nevymykal ze společnosti bohatých mladíků, kteří by se dnes označili za zlatou mládež. Stejně jako ostatní miloval truvérské písně a hodlal se stát udatným rytířem. Daleko od pravdy nejsou ani zmínky o jeho bezstarostnosti a marnotratnosti. Aby svou touhu uskutečnil, zúčastnil se František v roce 1201 výpravy proti Perugii. Assisi však bylo poraženo a František strávil celý rok v zajetí, než byl dojednán mír a zajatci propuštěni. V zajetí trpěl vážnou chorobou, která mu také zabránila, aby se v roce 1205 zúčastnil tažení proti císaři Filipu Švábskému.
V průběhu vojenského tažení a nemoci měl František četné sny a vidění, ve kterých mu Bůh sdělil, že jeho posláním bude chudoba a služba Ježíši Kristu. V mladickém nadšení se rozhodl vykonat pouť do Říma. Tam jej však čekalo obrovské zklamání nad bohatstvím církve a chudobou lidí. Zahodil peníze, vyměnil si oděv s nejbližším žebrákem a žebral u vchodu do baziliky. Po této příhodě putoval po kraji, pomáhal chudým, rozdával svůj majetek, až otci došla trpělivost a vydědil ho. František nějaký čas pobýval v klášteře v Gubbiu, kde pracoval jako umývač nádobí, opravoval kostely v Porciunkuli a pomáhal malomocným. Hlásal absolutní chudobu a úplné odevzdání do vůle Boží.

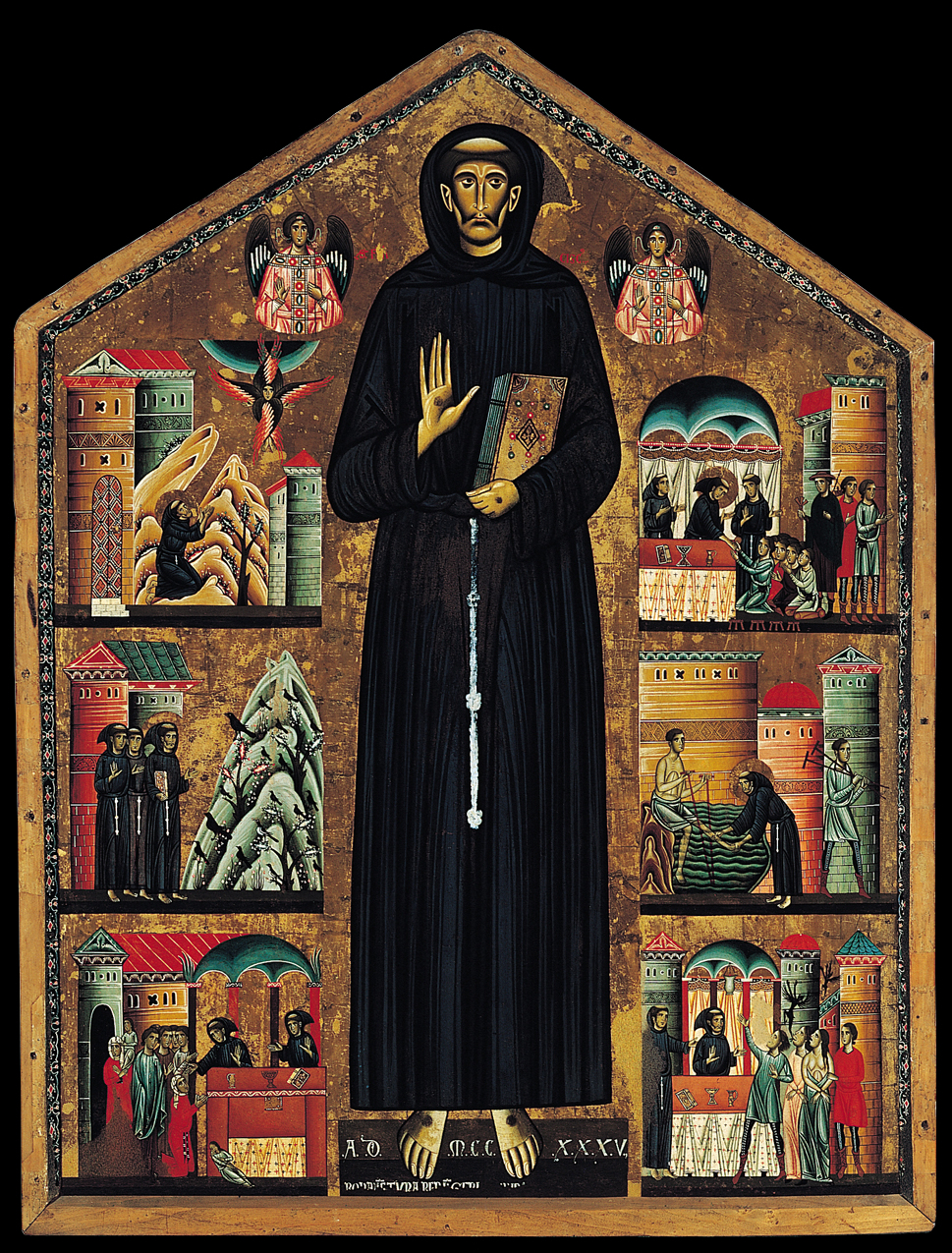
Bonaventura Berlinghieri: Svatý František zobrazený se stigmaty na rukou i nohou

V té době se okolo něj shromáždili první žáci. V roce 1209 František sepsal jednoduchá řeholní pravidla a vydal se do Říma k papeži Inocencovi III. Ten zprvu jejich schválení odmítl, ale posléze je přece schválil a tak umožnil vznik Řádu menších bratří. Doplněnou řeholi pak potvrdil papež Honorius III. Je pochopitelné, že hlásání absolutní chudoby nebylo ani v té době nikterak populární a lidé se zrovna na jeho kázání nehrnuli. Odtud pochází známá legenda, že když nenalezl posluchače mezi lidmi, odešel do lesa a kázal lesní zvěři, která mu pozorně naslouchala. Je však známo, že František měl ke zvířatům neobyčejně kladný vztah a ochraňoval je před zlým zacházením ze strany surových lidí. Zvířata označoval za své bratry a sestry, věřil dokonce, že všechna zvířata oslavují svého Stvořitele a vzdávají mu chválu, např. ptáci svým zpěvem. Proto je také pokládán za patrona zvířat i ochránců přírody, což roku 1979 potvrdil papež Jan Pavel II. Známá je i legenda, podle níž svatý František svým kázáním napravil zlého vlka, který v okolí Assisi terorizoval pastýře a jejich stáda.
Nicméně postupně jeho příznivců a následovníků přibývalo. V roce 1212 projevila zájem o následování Františka první žena, Klára. František nejdříve poslal Kláru do benediktinského kláštera, teprve později se rozhodl společně s ní založit Řád svaté Kláry (Ordo Sanctae Clarae, jinak známé jako Klarisky nebo Řád chudých paní). Členkou tohoto řádu byla svatá Anežka Česká. V roce 1218 pak založil tak zvaný třetí řád pro věřící, kteří by ho chtěli následovat, ale nemohou nebo nechtějí se vzdát světského života (terciáti, dnes terciáři). Mezi jeho příslušníky patřil např. francouzský král Ludvík IX. nebo německá šlechtična Alžběta Durynská.
František toužil hlásat slovo boží po celém světě a nabádal k tomu i své následovníky. Stal se tak vlastně zakladatelem organizované misijní činnosti. Toužil prý i po mučednické smrti a cílevědomě vyhledával nebezpečí. S křížovou výpravou se dostal do Egypta a vypráví se, že se dostal až k egyptskému sultánovi Al-Kamilovi a hlásal mu evangelium. Ten byl Františkem tak zaujat, že ho navzdory všem zvyklostem nenechal ani mučit ani popravit, ale v pokoji ho propustil.
Jeho fyzický stav se však neustále zhoršoval. Podle legendy se 17. září 1224 na jeho těle objevila stigmata, tj. rány na rukou a boku, identické s těmi, které utrpěl Ježíš na kříži. Na sklonku života i oslepl. Zemřel 3. října 1226 v Porciunkuli, v chatrči na zemi přikryt vypůjčeným pláštěm.

## Dílo

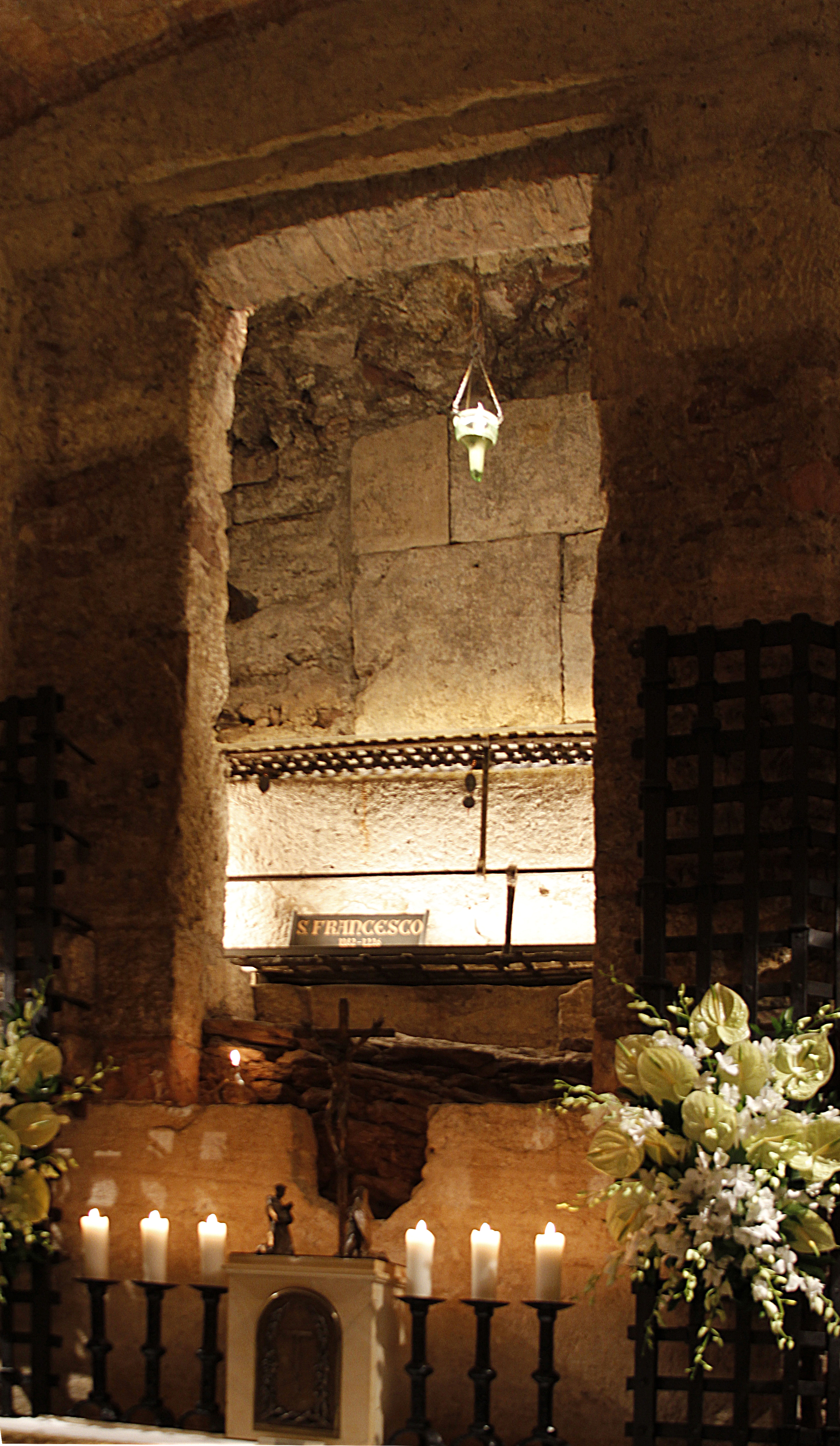
Náhrobek sv. Františka v Assisi

Literární dílo Františka z Assisi je na dobu, kdy naprostá většina lidí neuměla psát ani číst, relativně rozsáhlé. Většinu tvoří dopisy obsahující rady a napomenutí různým skupinám svých bratří psané latinsky, ve stylu Listů svatých apoštolů. Řada z nich se nedochovala a sporné je i to, které z nich jsou autentické a jak velký podíl mají ostatní členové řádu. Spolehlivě je autorství prokázáno u třech verzí řehole Řádu menších bratří, řehole klarisek, Testamentum a báseň Píseň tvorstva.
Řehole pro první řád byla sepsána roku 1209, kdy se František vydal se svými bratry do Říma za papežem Inocencem III. Jedná se o velmi krátkou řeholi, postavenou pravděpodobně na citátech z evangelií, nicméně se nám nedochovala. Druhá řehole (regula non bullata) je mnohem delší, je opět protkaná citáty z Písma a nejde jen o právní text. Někdy i celé kapitoly jsou duchovními zpěvy bez vážných právních důsledků.
Třetí řehole prvního řádu, která byla schválena papežem Honoriem III. (Regula bullata), je konečnou verzí františkánské řehole. Má 12 kapitol a její platnost a nabádání k jejímu dodržování jsou obsahem i posledního Františkova díla – Závěti (Testamentum). Tu František napsal těsně před smrtí a obrací se v ní k bratřím s prosbou, aby jej následovali a vytrvali v jeho původních záměrech.
Nejslavnějším Františkovým dílem je báseň Píseň tvorstva (Laudes creaturarum). Ta není napsána latinsky, ale v umbrijském dialektu, kterým se hovořilo v okolí Assisi. Píseň byla napsána postupně, na sklonku Františkova života. Mnozí badatelé se totiž domnívají, že na její konečné podobě pracoval bratr Pacifik. Jedná se o zcela zásadní text v literární historii Itálie, neboť není jen jednou z nejstarších dochovaných básní psaných v některém z italských dialektů, ale i vůbec první básní s nespornými uměleckými kvalitami.
Málo známým dědictvím po svatém Františkovi je vánoční zvyk stavění betlémů. On byl totiž patrně první, který v roce 1223 v Grecciu na Vánoce zinscenoval tzv. živý betlém – scénu narození Páně v chlévě s živými zvířaty.

## Význam

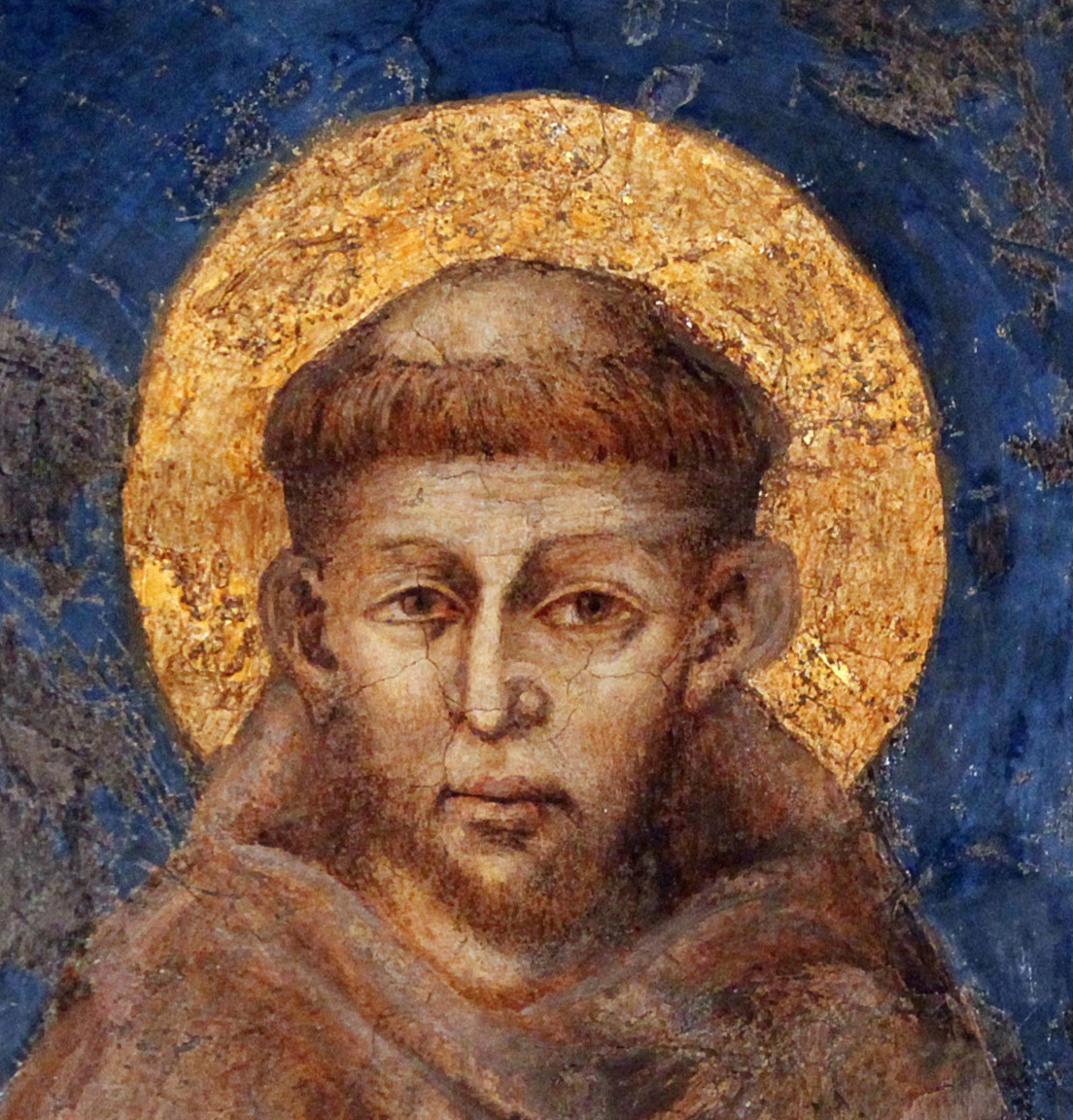
Cimabue: Sv. František z Assisi, patron Itálie; freska v horním kostele baziliky v Assisi

František z Assisi patří mezi nejvýznamnější, nejznámější a nejoblíbenější svaté. Nejdůležitějšími prvky jeho víry byla chudoba a láska ke Kristu. Svým upřímným životem se zasadil o upevnění těchto hodnot, které ve středověké církvi prožívaly krizi. Na dlouhá staletí se stal vzorem důsledného následování Krista v chudobě a lásce k bližnímu. Význam svatého Františka pro obrodu církve byl po počátečním váhání zřejmý již za jeho života. Papež Řehoř IX. ho svatořečil dokonce již 16. července 1228. Je patronem Itálie, ekologie a také vlčat (nejmladších skautů). Jeho svátek se slaví 4. října.
V české literatuře pro děti se objevuje jako zachránce zvířat v knížce Václava Mejstříka Negrínek, vydané nákladem 3000 výtisků roku 1947. Na ilustracích jej zachytil František Horník. Kniha obsahuje kapitolu Pohádka sv. Františka zvířátkům.